# Kalkemanden. Det gamle hus bliver pudset op
Kalkemanden. Det gamle hus bliver pudset op er et oliemaleri på lærred udført i 1908 af L.A. Ring.

## Beskrivelse
Gamle Ane har slået vinduet op og kigger ud i det stærke sollys for at veksle nogle ord med Per Nilen. Han er med kalkekost og spand i færd med at gøre hendes hus forårsklart og kniber øjnene sammen mod det skarpe genskin fra den hvidpudsede mur. Bygningen og dens omgivelser læner sig af ælde og slid i forskellige retninger og danner skrånende linjeforløb og skæve vinkler, der afbalanceres af Per Nilens figur. Han har afbrudt sit arbejde under samtalen med Ane, og med sin næsten frontale placering, den ene hånd i siden og vægten ligeligt fordelt i træskoene på de toppede sten, står han som et solidt midtpunkt. Et kig ind i hverdagen Vinduet med den nyligt reparerede, kittede rude synes næsten at åbne ud af maleriets rum, og billedkanten skærer motivet så abrupt af, at kun et lille udsnit af Anes ansigt indrammes af vinduesfaget. Den overraskende beskæring og den minutiøse, realistiske detaljering bidrager til fornemmelsen af et kig ind i en almindelig, oplevet hverdag og dens gøremål, som Ring selv kendte så indgående. Efter at have renoveret den gamle skole i Baldersbrønde nær Hedehusene var han i 1902 flyttet dertil med sin familie. Gamle Ane boede lige overfor og hjalp til i huset hos Ring, og hun og Per Nilen kan genkendes i mange af hans malerier.